# Draper (Wisconsin)
Draper – miasto w Stanach Zjednoczonych, w stanie Wisconsin, w hrabstwie Sawyer.